# Vibrio cholerae
Vibrio cholerae (també dit Kommabacillus) és un bacteri gram negatiu en forma de coma (vibrió) amb un flagel polar que causa la malaltia del còlera en humans. V. cholerae i altres espècies del gènere Vibrio pertanyen a la subdivisió gamma dels proteobacteris. Hi ha dos biotips principals de V. cholerae, el clàssic i El Tor, i nombrosos serotips. V. cholerae va ser aïllat per primera vegada per Filippo Pacini el 1854, però el seu descobriment no va ser àmpliament conegut fins que Robert Koch, treballant independentment trenta anys més tard, va publicar el coneixement i la manera de lluitar contra el còlera.